# Ахмад ат-Тиджани
Маулана Ахма́д ибн Муха́ммад ат-Тиджа́ни аль-Магри́би (араб. أحمد التجاني‎; 1735, Аин Мади, совр. Алжир — 1815, Фес совр. Марокко) — суфийский шейх, основатель тариката тиджания.

## Биография
Ахмад ат-Тиджани родился в 1737 году на юге Алжира. Он происходил из небогатой берберской семьи племени тиджана. В возрасте до 15 лет стал сиротой. Изучал религиозные науки, был связан с хальватитами и другими суфийскими орденами.
В 1781—1782 гг. он начал свою проповедь, утверждая, что он получил «наставление» от самого пророка Мухаммада, который разрешил ему основать свой независимый тарикат. Поселившись в оазисе Абу Смагун, ат-Тиджани приступил к активной проповеди. В 1789 г. он вместе со своими последователи перебрались в Фес, где он жил до самой своей смерти. Там он столкнулся с враждебным отношением населения и других суфийских братств, но сумел закрепиться и построить обитель (завия). Оттуда тарикат распространял своё влияние на другие районы Магриба. Ахмад ат-Тиджани назначил своим преемником Али ат-Тамасини, однако после многолетней борьбы братство возглавили два сына ат-Тиджани.

## Учение
Ахмад Тиджани также запрещал своим последователям давать присягу (байа) шейхам других тарикатов, пользоваться их благодатью (барака) и заступничеством (шафаат). Взамен он обещал им спасение и своё заступничество в день Страшного суда (киямат).
Ахмад ат-Тиджани не требовал от них аскетизма и уединений, ввёл тихий зикр, считал недопустимым посещение (зиярат) «святых мест» других суфийских шейхов и тарикатов. Во взглядах ат-Тиджани заметно сильное влияние других суфийских мыслителей (Ибн аль-Араби и др.). Он объявил себя «верховным полюсом» (кутб) и «печатью Мухаммадовой святости» (хатм аль-вилая аль-Мухаммадия). Ахмад ат-Тиджани присвоил себе абсолютную непогрешимость, что было недопустимо с точки зрения ортодоксального суннитского ислама. Он отказывался от цепи духовной преемственности (силсила), утверждая, что своё учение и молитвы (вирд) он получил непосредственно от пророка Мухаммада. Члены тариката считали себя избранными и противопоставляли себя остальным мусульманам, что также вызывало резкую критику со стороны представителей других направлений ислама.